# Suleiman Baruni
Suleiman Baruni (in arabo سليمان الباروني‎?, Sulaymān al-Bārūnī; Giado, 1872 – 1940) è stato una personalità religiosa, condottiero e pubblicista berbero appartenente alle tribù berbere della montagna Gebel Nefusa, simbolo della resistenza libica al colonialismo italiano. Inoltre è stato anche governatore (Wali) della Tripolitania e un buon romanziere (considerato in Libia come un autore classico).